# Cartosat-2

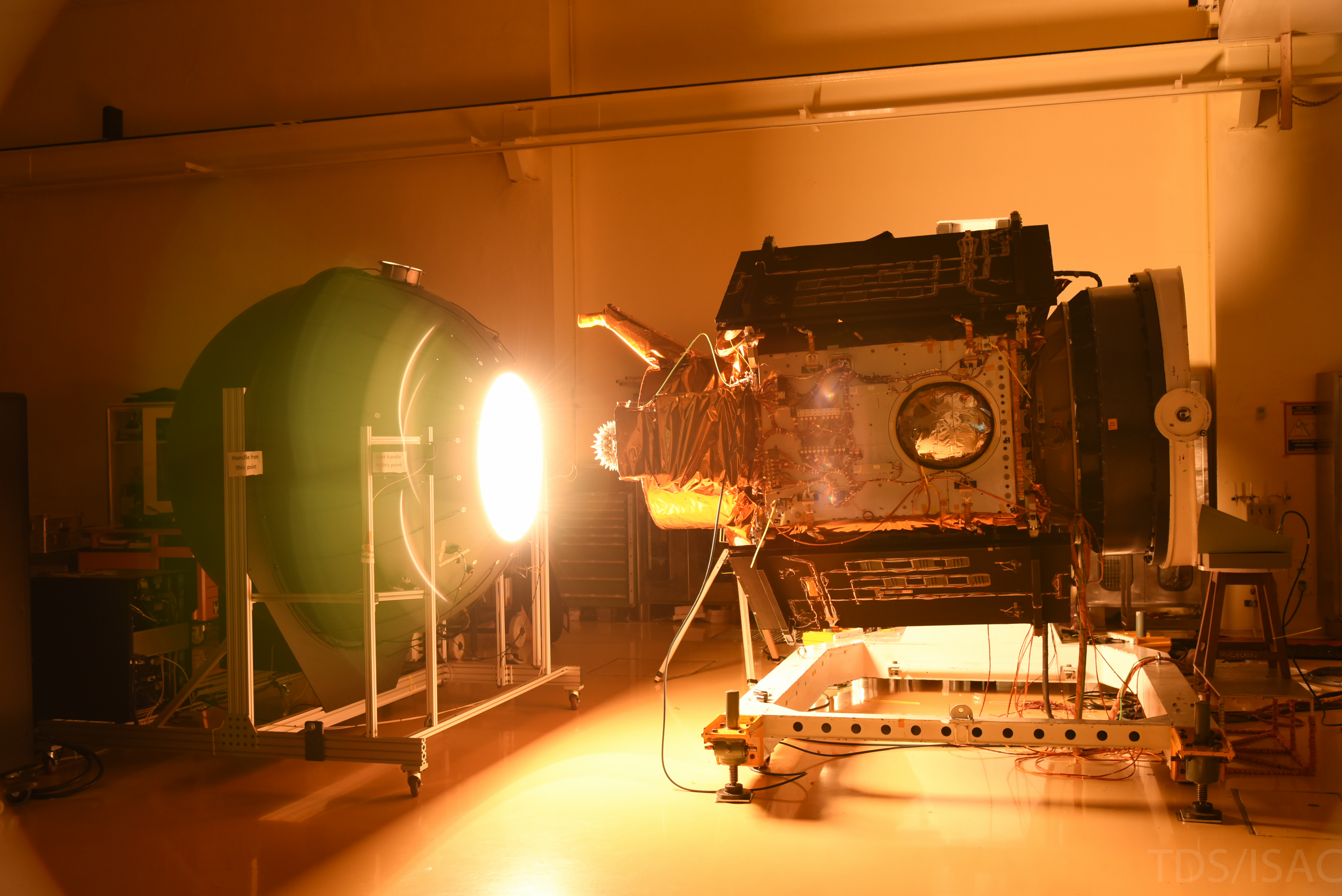
Le satelite Cartosat-2

Cartosat-2 est un satellite de télédétection indien lancé le 10 janvier 2007. Le satellite est construit, lancé et est exploité par l'organisation indienne pour la recherche spatiale (ISRO). Il est placé en orbite héliosynchrone par un lanceur PSLV depuis le centre spatial Satish-Dhawan. Il est essentiellement utilisé pour cartographier le territoire indien et ses images sont distribuées à l'international par GeoEye. Le satellite pèse 680 kg et est placé sur une orbite de 90 minutes avec une inclinaison de 97,9°.

## Description
Cartosat-2 dispose d'une caméra panchromatique qui prend des photos en noir et blanc en lumière visible. Le satellite photographie une bande de terrain d'une largeur de 9,6 km et la résolution spatiale est de 1 mètre. Les caméras peuvent s'incliner à 45° latéralement ou longitudinalement. Les panneaux solaires fournissent une énergie électrique de 900 watts.

### Sources
- (en) Cet article est partiellement ou en totalité issu de l’article de Wikipédia en anglais intitulé « Cartosat-2 » (voir la liste des auteurs).